# Målabråtens naturreservat
Målabråten är ett naturreservat i Jönköpings kommun i Småland.
Området är skyddat sedan 2012 och är 19 hektar stort. Det är beläget 3,7 km sydväst om Skärstads kyrka nära orten Kaxholmen i sluttningen ner mot Landsjön. Naturreservat består mest av frodig lövskog.

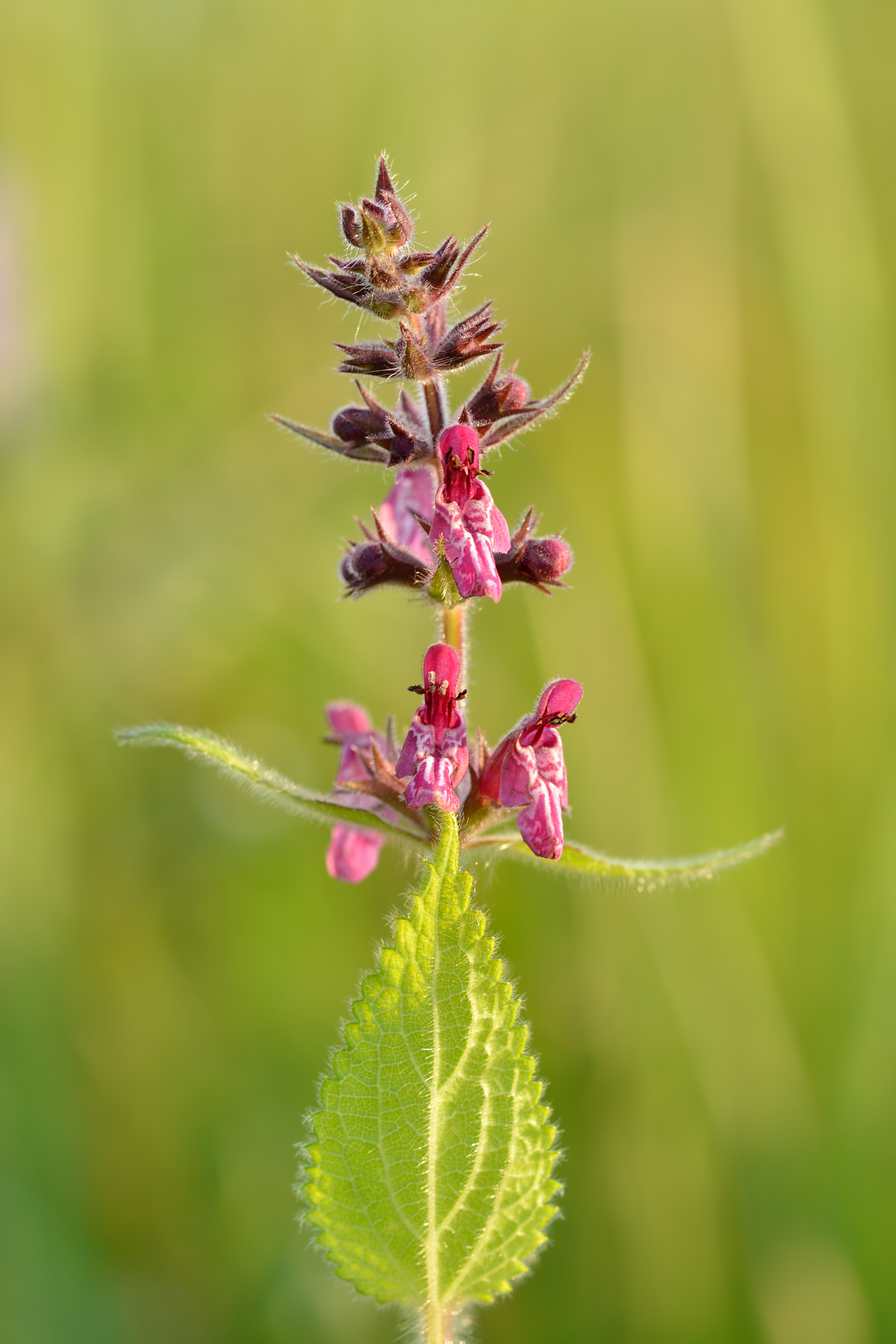
Stinksyska

Ek, ask och alm dominerar i skogen. Ek syns mest i de höglänta och torra delarna. I de mera fuktiga delar växer ask, alm, klibbal och flera arter av mossa såsom trubbfjädermossa, stubbspretmossa, porellor, baronmossor, källgräsmossa och rävsvansmossa. Bland växterna kan nämnas skogsbingel, rödblära, hässleklocka, stinksyska och skogsstarr.